# Barbara Ogier

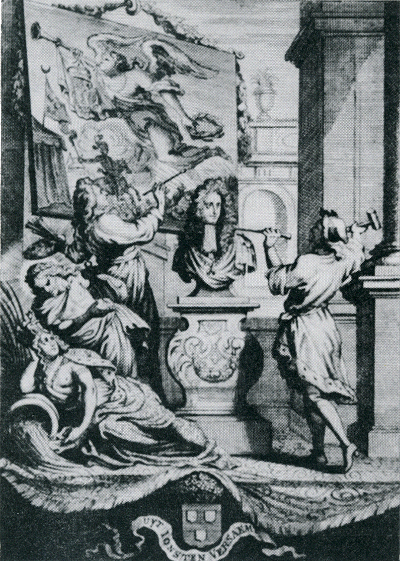
Titelprent van Barbara Ogiers Verwellecominghe, Gelegenheidspoëzie, naar aanleiding van het bezoek van Maximilian-Emmanuel van Beieren aan Antwerpen.

Barbara Ogier (gedoopt te Antwerpen 17 februari 1648, gestorven 1720 in Antwerpen) was een Vlaams toneelauteur verbonden aan rederijkerskamer De Olijftak. Tussen 1677 en 1700 produceerde ze dertien werken – treurspelen, kluchten, blijspelen en huldedichten – onder haar motto ‘de deugd voeght yder.’

## Levensloop
Barbara Ogier wordt geboren in 1648 als dochter van Maria Schoenmaeckers en Willem Ogier. Vader Willem Ogier was als toneelschrijver verbonden aan rederijkerskamer De Olijftak, alwaar hij vanaf 1660 optrad als factor.
Op 10 december 1680 trouwt Ogier met de beeldhouwer en auteur Willem Kerricx. In 1682 krijgen ze een zoon, Willem-Ignatius Kerricx, die later ook lid zal worden van De Olijftak.
Barbara Ogier sterft in Antwerpen op 18 maart 1720.

## Professioneel leven
Tijdens het patroonsfeest van De Olijftak op 18 oktober 1677 debuteert de 29-jarige Barbara Ogier in de rederijkerskamer, met de liefdestragedie De Getrauwe Pantheia. De avond bestond uit drie opvoeringen, waaronder ook een klucht van vader Willem Ogier. In 1680 volgt de opvoering van haar stuk De Doot van Achilles. Beide stukken werden niet gepubliceerd, al bleef de voorrede bij De Doot van Achilles bewaard.
Barbara Ogiers lidmaatschap van de rederijkerskamer was op zich al uitzonderlijk – slechts weinig vrouwen werden tot rederijkerskamers toegelaten – maar ze vertegenwoordigde de kamer ook in officiële hoedanigheid. In 1700 neemt zij samen met haar zoon Willem-Ignatius deel aan een rederijkerswedstrijd in Brugge. Na de dood van Willem Ogier in 1689 schreef ze verschillende stukken voor grote festiviteiten. Zo werd er een allegorisch toneelspel gepresenteerd bij het bezoek van landvoogd der Nederlanden, Maximiliaan-Emmanuel van Beieren. Het stuk,Verwellecominghe op de Saele van Pictura, aen Syne Doorluchtigheydt Maximiliaen Emmanuel, wordt uitgegeven door drukker Godtgaf Verhulst, de schoonbroer van Barbara. Er volgen stukken ter ere van nieuwe burgermeesters, de verbouwing van de kunstacademie, en politieke gebeurtenissen. Haar laatste bekende stuk, uit 1700, Betwisten doodt slachtoffers in het schuldig gemoed van den Grooten Alexander, werd opgevoerd bij de gelegenheid van de geboortedag van de Spaanse koning Filips V. Na 1700 worden Barbara Ogiers eerdere stukken hernomen.
De familie Ogier vormde de spil van De Olijftak. Willem Ogier was lange tijd factor van de kamer. Barbara Ogiers echtgenoot, beeldhouwer en dichter Willem Kerricx, zou verschillende belangrijke bestuursfuncties opnemen. Later treedt Willem-Ignatius Kerricx, de zoon van Barbara en Willem, in haar voetsporen, en volgt hij zijn vader en grootvader op als factor. Wellicht was Barbara Ogiers deelname aan de kamer op voorspraak van haar vader en speelde ook Willem Kerricx een rol. In latere archiefbescheiden wordt ze vaak aangeduid als 'de huisvrouwe van Gulielmus Kerricx.’ 
Dat neemt niet weg dat ze voor haar werk erkenning kreeg van haar tijdgenoten. Haar stijl zou ‘vergelijkbaar en soms beter zijn dan die van haar vader,’ en in haar opvoering als Sappho door Jozef Lamorlet wordt een eerbewijs gezien. Na haar dood schrijft de Noord-Nederlandse dichter-schilder e toneelspeler Willem van Swaanenburg een lofdicht waarin hij Barbara Ogiers kunst met de pen bezingt. Hij schrijft over "Den roem van vrouw Ogiers, die 't roesten zal verduuren."
In de bewaarde voorrede van De Doot van Achilles reflecteert Ogier op haar positie als vrouwelijk schrijver. Het stuk over de Trojaanse oorlog is opgedragen aan magistratenvrouw Isabelle de Condé, wier echtgenoot een rol speelde in het beslechten van geschillen tussen de bewapende gilden.

Ze beschrijft hoe juist een vrouw geschikt is om over de strijd die ontstaan is met een vrouw te schrijven.
“De reden die mij doet
Mijn onervarenheid bewegen om de schaden
Van Trojen te doen zien, door zo veel heldendaden,
En 't vreed' beminnend' oog te strelen, en vermaak
Te wensen in den strijd, en bloedig oorlogszaak,
Is, dat een vrouwenhand niet onbekwaam moet wezen
Te brengen aan den dag een strijd die kwam gerezen
Uit oorzaak van een vrouw. En waarom zoud' 't gedacht

Niet drukken met de pen, dat anders staal volbracht.”

## Werk
| 1677 | De Getrauwe Pantheia                                                                     | Tragedie gepresenteerd als voorspel voor Willem Ogiers stuk De Traegheydt op 18 oktober 1677 ter ere van Théodore Verbruggen, beeldhouwer, opperdeken van de rederijkerskamer. |
| 1680 | De doot van Achilles in het belegerd Troyen                                              | Tragedie gepresenteerd op 18 October 1680 opgedragen aan Isabelle de Condé, vrouw van Willem-Filip van Herzelles. Ook opgevoerd in 1703.                                       |
| 1693 | Verwellecominghe op de Saele van Pictura, aen Syne Doorluchtigheydt Maximiliaen Emmanuel | 21 Februari 1693. Opvoering ter ere van het bezoek van Maximiliaan Emmanuel van Beijeren.                                                                                      |
| 1693 | Inhout der Vereenigde Consten met de vertrooste Antverpia                                | Getoond aan "Syne keurvorstelycke Doorluchtigheydt op de Camer van Pictura," 21 februari 1693.                                                                                 |
| 1693 | Baucis en Philemon                                                                       | Gespeeld ter gelegenheid van een maaltijd van de deken, Willem Kerrickx 18 Oktober, 1693.                                                                                      |
| 1693 | Het verwert Paradys                                                                      | Klucht getoond op 18 Oktober 1693, en in 1700. |
| 1693 | Willekom wensch                                                                          | Welkomsstuk ter ere van Étienne Cornelisz. Janssens de Huioel, ridder, voormalig burgemeester en dienend schepen, bij zijn verkiezing tot hoofdman in 1693.                    |
| 1694 | De Dolende Poësis                                                                        | Gespeeld ter welkomswens van hoofdman Gregorius Martens, 26 August 1694. |
| 1694 | Zeghenpraelende academie in de openinghe van haeren nieuwen Bouw                         | Stuk opgedragen aan het Antwerps magistraat bij gelegenheid van de opening van een nieuw gebouw voor kunstacademie, 21 November 1694.                                          |
| 1699 | Den Overwonnen Mars en de triumpherende Peijs                                            | Welkomswens bij de inhuldiging van Joan Carolus van Hove als gildehoofd van het Sint Lucas Gilde, 25 March 1699.                                                               |
| 1700 | Den betwisten doodslag in het schuldig gemoet van den Grooten Alexander                  | Treurspel gespeeld op 1 december 1700. Later ook opgevoerd als 'De Dood van Clytus'                                                                                            |

In sommige bronnen wordt Don Ferdinand oft Spaenschen Sterrekyker aan Barbara Ogier toegeschreven. Volgens Van Vaeck en Verhouft is hier echter weinig bewijs voor; waarschijnlijker is dat het stuk van de hand van zoon Willem-Ignatius is. 